# Bolaños de Calatrava
Bolaños de Calatrava je město ve Španělsku v autonomním společenství Kastilie – La Mancha, v provincii Ciudad Real, vzdálené 27 km od samotného hlavního města provincie, 4 km západně od města Almagro, přičemž obě jsou stejně vzdálena od Campo de Calatrava. Taktéž hraničí na severozápadě s obcí Torralba de Calatrava, vzdálené 14 km, a na severu s obcí Daimiel a asi 17 km od obce Moral de Calatrava na jihu. Žije zde přibližně 12 tisíc obyvatel.

## Galerie

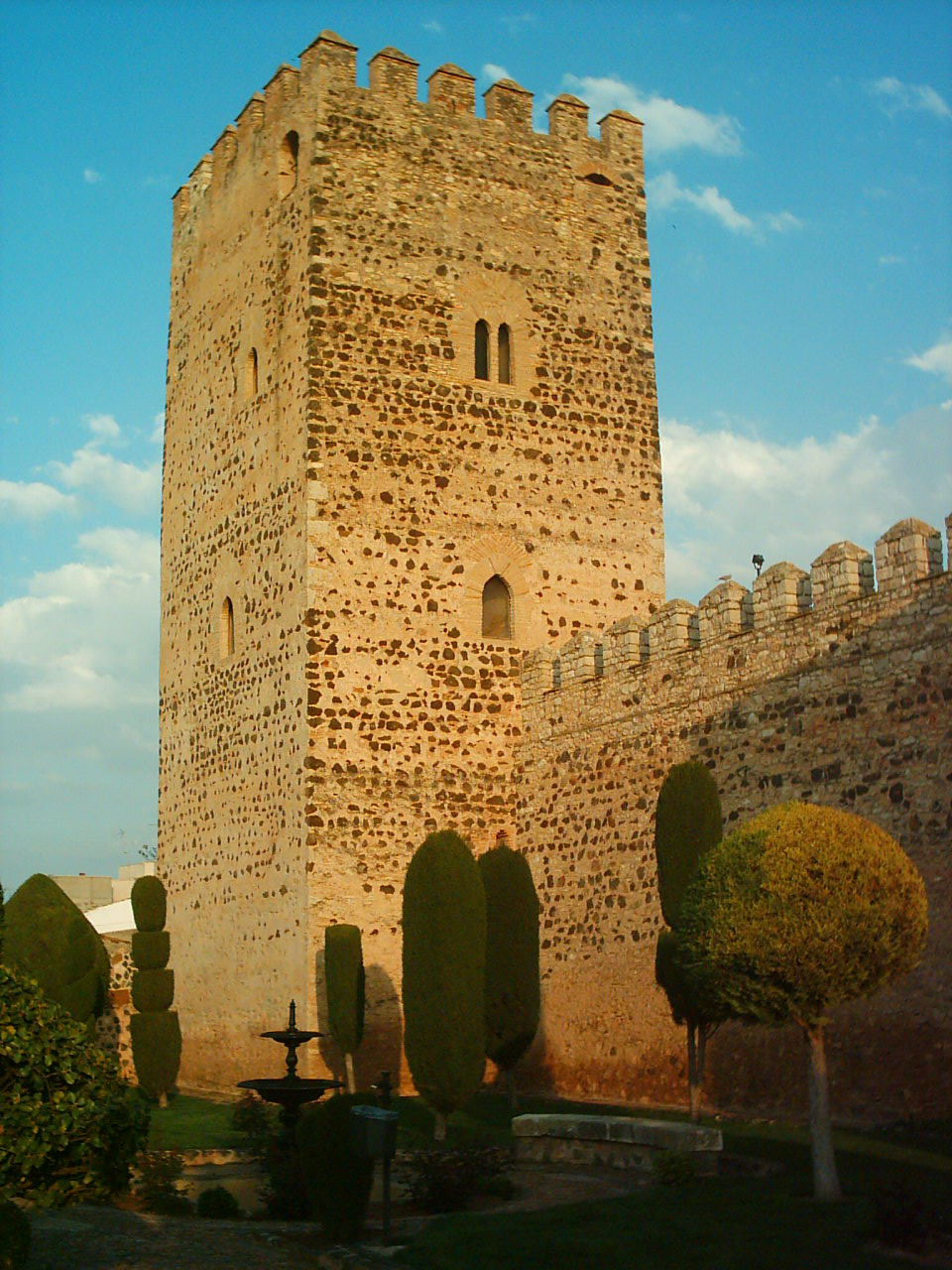
Věž k poctě Castillo de Dª Berenguela